# Займенники японської мови
В японській мові займенники, загалом, використовуються рідше, ніж в інших мовах. Однією з причин цього є необов'язковість згадки суб'єкта у реченні. Тому, в загальному випадку при перекладі допускається додавати відсутні займенники в текст. Головне правило — в офіційній промові уникати займенники першої та другої особи.
Японські займенники, здебільшого, мають ще хоча б одне значення. В українській, наприклад, слово «я» не означає нічого, крім «я», а в японській яп. 私 означає «приватний, особистий»; яп. 家 — «будинок», яп. 僕 — «слуга».
Займенник — це лише частина складної системи японського етикету, поряд з ввічливими дієслівними формами (яп. 読む «йому», читати — яп. 読みます «йомімасу», те ж ввічливо), особливими формами прикметників (яп. 高い «такай», «великий, гучний» та яп. 高いです «такай десу»), системою поважних префіксів (яп. 茶 «ча» — чай і яп. 御茶 «о-ча» зелений чай), пласта стилістичних синонімів (яп. 行く, 参る, いらっしゃる для «ходити»). Вибір займенника залежить від статі, віку та соціального статусу обох мовців, від предмета та об'єкта розмови.
Коли потрібно виділити підмет, використовується частка яп. は (в цій ролі читається як «ва»), але якщо і так зрозуміло, про що ведеться розмова, її можна опустити. Японські дієслова можуть допомогти визначити відсутні займенники: яп. 呉る «куреру», давати, використовується в значенні «давати мені», а дієслово яп. 上る «аґеру» — у значенні «давати кому-небудь, але не мені».
Якщо речення складається з прикметника на яп. -い (наприклад, яп. 寂しい «сабішіі», сумний, самотній), то мовець має на увазі себе: «Мені самотньо».
Таким чином, зазвичай «я» використовується для прояснення або уточнення. Замість займенників другої особи використовується ім'я того, про кого йдеться, з відповідним іменним суфіксом.